# Vervins (tổng)
Tổng Vervins là một tổng ở tỉnh Aisne trong vùng Hauts-de-France.

## Địa lý
Tổng này được tổ chức xung quanh Vervins thuộc quận Vervins. Độ cao thay đổi từ 81 m (Rogny) đến 226 m (Plomion) với độ cao trung bình 165 m.

## Hành chính
| Giai đoạn | Ủy viên               | Đảng | Tư cách      |
| --------- | --------------------- | ---- | ------------ |
| 1979-     | Jean-Pierre Balligand | PS   | Député-maire |

## Các đơn vị cấp dưới
Tổng Vervins gồm 24 xã với dân số là 8 103 người (điều tra năm 1999, dân số không tính trùng)
| Xã                   | Dân số | Mã bưu chính | Mã insee |
| -------------------- | ------ | ------------ | -------- |
| Autreppes            | 142    | 2580         | 02040    |
| Bancigny             | 32     | 2140         | 02044    |
| La Bouteille         | 508    | 2140         | 02109    |
| Braye-en-Thiérache   | 153    | 2140         | 02116    |
| Burelles             | 154    | 2140         | 02136    |
| Fontaine-lès-Vervins | 811    | 2140         | 02321    |
| Gercy                | 315    | 2140         | 02341    |
| Gronard              | 78     | 2140         | 02357    |
| Harcigny             | 264    | 2140         | 02369    |
| Hary                 | 232    | 2140         | 02373    |
| Haution              | 153    | 2140         | 02377    |
| Houry                | 57     | 2140         | 02384    |
| Laigny               | 221    | 2140         | 02401    |
| Landouzy-la-Cour     | 173    | 2140         | 02404    |
| Lugny                | 145    | 2140         | 02444    |
| Nampcelles-la-Cour   | 133    | 2140         | 02535    |
| Plomion              | 518    | 2140         | 02608    |
| Prisces              | 105    | 2140         | 02623    |
| Rogny                | 116    | 2140         | 02652    |
| Saint-Algis          | 146    | 2260         | 02670    |
| Thenailles           | 284    | 2140         | 02740    |
| La Vallée-au-Blé     | 342    | 2140         | 02759    |
| Vervins              | 2 653  | 2140         | 02789    |
| Voulpaix             | 368    | 2140         | 02826    |

## Biến động dân số
| 1962                                                     | 1968  | 1975  | 1982  | 1990  | 1999  |
| -------------------------------------------------------- | ----- | ----- | ----- | ----- | ----- |
| 9 068                                                    | 9 665 | 9 055 | 8 530 | 8 486 | 8 103 |
| Nombre retenu à partir de 1962 : dân số không tính trùng |       |       |       |       |       |